# Septembre 1951

## Évènements
- 1er septembre : création de l'ANZUS[1], traité de sécurité militaire conclu entre l'Australie, les États-Unis et la Nouvelle-Zélande

- 2 septembre : la HMR-161 de l'US Marine Corps, équipée de HRS-1, arrive à Pusan, en Corée du Sud à bord du Sitkoh Bay avant de se déployer à terre en vue d’assurer des missions de transport, d’assaut et de ravitaillement au profit de la 1st Marine Division. Le 13 septembre, le squadron commence ses opérations de support pour la First Marine Division dans le cadre de l’opération Windmill I. Lors des premiers essais des capacités de transport de l’hélicoptère au combat, le squadron transporte des fournitures pour le First Marine Battalion lors d’un vol de 7 miles (11 km) entre sa base et le front.

- 3 septembre : l’Américain H. Mistele, sur Aeronca N1454H au poids de 793 kg (hydravion de classe C2b, de 600 à 1 200 kg), établit un record d’altitude de 6 148 m.

- 6 septembre : premier vol de l'Auster B.4.

- 7 septembre : lors de son premier lancement d’un bâtiment en mer, le missile surface-air Terrier est tiré du Norton Sound et simule une interception d’un drone cible F6F.

- 8 septembre : signature du traité de San Francisco[2] (traité de paix de 48 pays occidentaux avec le Japon ; l’URSS, la Chine et l’Inde ne le signent pas). L’annexion des Kouriles par l’Union soviétique est confirmée. Pacte de sécurité : le Japon reste un élément de la défense nord-américaine. Fin de l’occupation nord-américaine. Entrée en vigueur le 28 avril 1952.

- 10 septembre : le Royaume-Uni entame son boycott de l'Iran.

- 16 septembre : 
  - septième grand prix de F1 de la saison 1951 en Italie, remporté par Alberto Ascari sur Ferrari.
  - Le Soviétique V. Makarovitch Pantchenko, sur Yak-11, établit un record de vitesse, sous-classe C1c, de 209,664 km/h (poids : 1152 kg).

- 20 septembre :
  - Premier survol du pôle Nord par un bombardier Boeing B-47, le premier jet qui survole le Pôle Nord.
  - Pour la première fois, des animaux (un singe et 11 souris) reviennent vivants d’un voyage dans l’espace (fusée Aerobee) à environ 71 km d’altitude.

- 21 septembre :
  - France : loi Marie-Barangé sur l'aide à l'enseignement privé, cette loi sonne la fin de la « Troisième Force ».
  - Alors que l’activité sur le front coréen tend à diminuer graduellement et que les lignes de front demeurent stables, la Fast Carrier Task Force est relevée de sa fonction de support aérien rapproché et reçoit l’ordre de concentrer ses attaques contre des voies de chemin de fer dans le cadre de son programme d’interdiction.

- 23 septembre : 
  - Le Norvégien J.H. Christie, sur Klemm (sous-classe C1b), établit un record sur le parcours Londres-Stockholm de 175,723 km/h (8 h 9 min 48,5 s).
  - La course de Mille Miles en Italie (réservée aux appareils italiens) est remportée par V. Rosaspina, sur Ambrosini Grifo.

- 26 septembre : premier vol du chasseur embarqué britannique de Havilland DH.110 Sea Vixen, piloté par le britannique J. Cunningham.

## Naissances
- 1er septembre : Ghassan Salamé, homme politique libanais.
- 2 septembre : 
  - Gérard Leclerc,  journaliste de radio et de télévision français († 15 août 2023) .
  - Mark Harmon, acteur américain.
- 4 septembre : Claude Meunier, humoriste et auteur québécois.
- 5 septembre : Michael Keaton, acteur américain.
- 7 septembre : Laurent Ulrich, évêque catholique français, archevêque de Paris.
- 12 septembre : Bertie Ahern (Patrick Bartholemew Ahern dit), en irlandais : Pádraig Parthalán Ó hEachthairn), homme politique irlandais.
- 13 septembre : Salva Kiir, militaire et Homme d’État soudanais puis sud-soudanais, 1er Président de la République du Soudan du Sud.
- 14 septembre :
  - Alain Bensoussan, avocat français.
  - Régis Dumange, homme d'affaires français.
  - Jean-Luc Einaudi, historien et militant politique français († 22 mars 2014).
  - Mary Fleener, artiste, écrivaine et musicienne alternative américaine.
  - Claude Fournier, pilote français de rallye-raid.
  - Michel Gomez, joueur et entraîneur de basket-ball français.
  - Duncan Haldane, physicien universitaire britannique.
  - Ilir Përnaska, footballeur international albanais.
  - Doina Rotaru, compositrice roumaine connue pour ses œuvres orchestrales et sa musique de chambre.
  - Yūji Saiga, photographe japonais.
- 18 septembre : Dee Dee Ramone, leader du groupe punk les Ramones († 5 juin 2002).
- 19 septembre : 
  - Marie-Anne Chazel, comédienne française.
  - Daniel Lanois, musicien et auteur-compositeur-interprète canadien.
- 20 septembre : 
  - Guy Lafleur, joueur de hockey sur glace canadien († 22 avril 2022).
  - François Lumumba, homme politique congolais.
  - Kazuo Ueda, économiste japonais.
- 23 septembre: 
  - Carlos Holmes Trujillo, homme politique colombien († 26 janvier 2021).
  - Shehbaz Sharif, homme politique pakistanais.
- 26 septembre : 
  - Ronald DeFeo Jr., criminel américain († 12 mars 2021).
  - Abdelmoumen Ould Kaddour, cadre dirigeant algérien.
- 27 septembre : Jim Shooter, auteur de bandes dessinées († 30 juin 2025).
- 28 septembre : Silvia Dionisio, actrice italienne.
- 29 septembre : Michelle Bachelet, femme politique chilienne, Présidente de la République du Chili.

## Décès
- 1er septembre : 
  - Nellie McClung, féministe.
  - Louis Lavelle, philosophe français (° 15 juillet 1883).
- 6 septembre : Mário Eloy, peintre portugais (° 15 mars 1900).
- 10 septembre : Belén de Sárraga, journaliste et militante hispano-mexicaine (° 10 juillet 1874).